# 훌리오 알론소 오르테가
훌리오 알론소 오르테가(Julio Alonso Ortega, 2000년 12월 23일 ~ )는 스페인의 요트 선수이자 세계 챔피언으로, 2인승 딩기 요트(class 2-person dinghy)에서 두각을 나타내고 있다. 그는 대부분의 선수 경력을 로열 그란카나리아 요트 클럽에서 활동하며 쌓아왔으며, 아론 사르미엔토 및 올림픽 금메달리스트 루이스 도레스테의 지도 아래 훈련을 받고 있다.

## 학력
요트 선수로 활동하는 것 외에도, 알론소는 영국에서 고등 교육을 받았다. 그는 영국 랭커스터 대학교(Lancaster University)에서 경영학 학사(Bachelor of Science in Business Management)를 1등급 우등(First-Class Honours)으로 졸업했다. 이후 런던 킹스 칼리지(King's College London)에서 신흥 시장의 정치경제학(Master’s in the Political Economy of Emerging Markets) 석사 학위를 취득했으며, PROEXCA 장학금 지원을 받아 아틀란티코 메디오 대학교(Universidad del Atlántico Medio)에서 국제 비즈니스 석사(Master’s in International Business) 학위를 추가로 취득했다.

## 요트 경력
알론소는 10세 때 Optimist급 요트로 모간(Mogán)에서 항해를 시작했으며, 이후 로열 그란카나리아 요트 클럽에 입단하여 현재까지 활동하고 있다.
알론소는 420급 요트(420 Class)에서 중요한 성과를 거두었다. 스페인 요트 챔피언십에서 3회 우승했으며, 루이스 도레스테(Luis Doreste)와 함께 준우승을 차지했다. 루이스 도레스테는 저명한 요트 선수인 루이스 도레스테의 아들이자, 마누엘 도레스테, 구스타보 도레스테, 호세 루이스 도레스테의 조카로, 스페인 요트계에서 명성이 높은 가문 출신이다. 같은 기간 동안 유럽 및 세계 선수권 대회에 출전하며 국제 경험을 쌓았다.
420급 요트에서 그의 가장 큰 업적 중 하나는 팀 경기 카테고리에서 세계 선수권 대회 우승을 차지한 것이다[1]. 이 업적을 기념하여 UD 라스팔마스와 레알 마드리드 CF 간의 축구 경기에서 명예로운 킥오프를 수행하기도 했다.
29er급 요트(29er Class)로 전환한 후, 알론소는 스페인 29er 챔피언십 절대 부문에서 금메달을 획득하고 스페인 U-19 챔피언십에서 금메달을 획득하였다. 이 수상을 통해 2018년 미국 텍사스 코퍼스크리스티에서 열린 세계 청소년 요트 선수권 대회(Youth Sailing World Championship)에서 스페인 대표로 참가하여 종합 10위를 기록했다.
같은 해, 알론소는 Red Bull Youth America’s Cup에 참가하는 ‘Spanish Impulse by IBEROSTAR’ 팀에 합류했다. 이 팀은 공식적으로 버뮤다에서 열린 Red Bull Youth America’s Cup에서 스페인을 대표하기 위해 결성되었다. 이 시기, 알론소는 마이애미에서 열린 Red Bull Foiling Generation World Final에도 참가, Flying Phantom 카타마란 경기에서 스페인을 대표하며 고성능 요트 항해 실력을 선보였다.
현재 알론소는 마리아 보버(María Bover)와 파트너를 이루어 올림픽에서 혼성 470급(470 Mixed) 종목으로 스페인 대표 출전을 목표로 하고 있다. 현재까지, 이들은 470급 세계 선수권 대회(470 Sailing World Championship) U-24 부문 4위의 성적을, 470급 유럽 선수권 대회(470 Sailing European Championship) U-24 부문 5위의 성적을 이루어 냈다.